# Ryan Sheckler

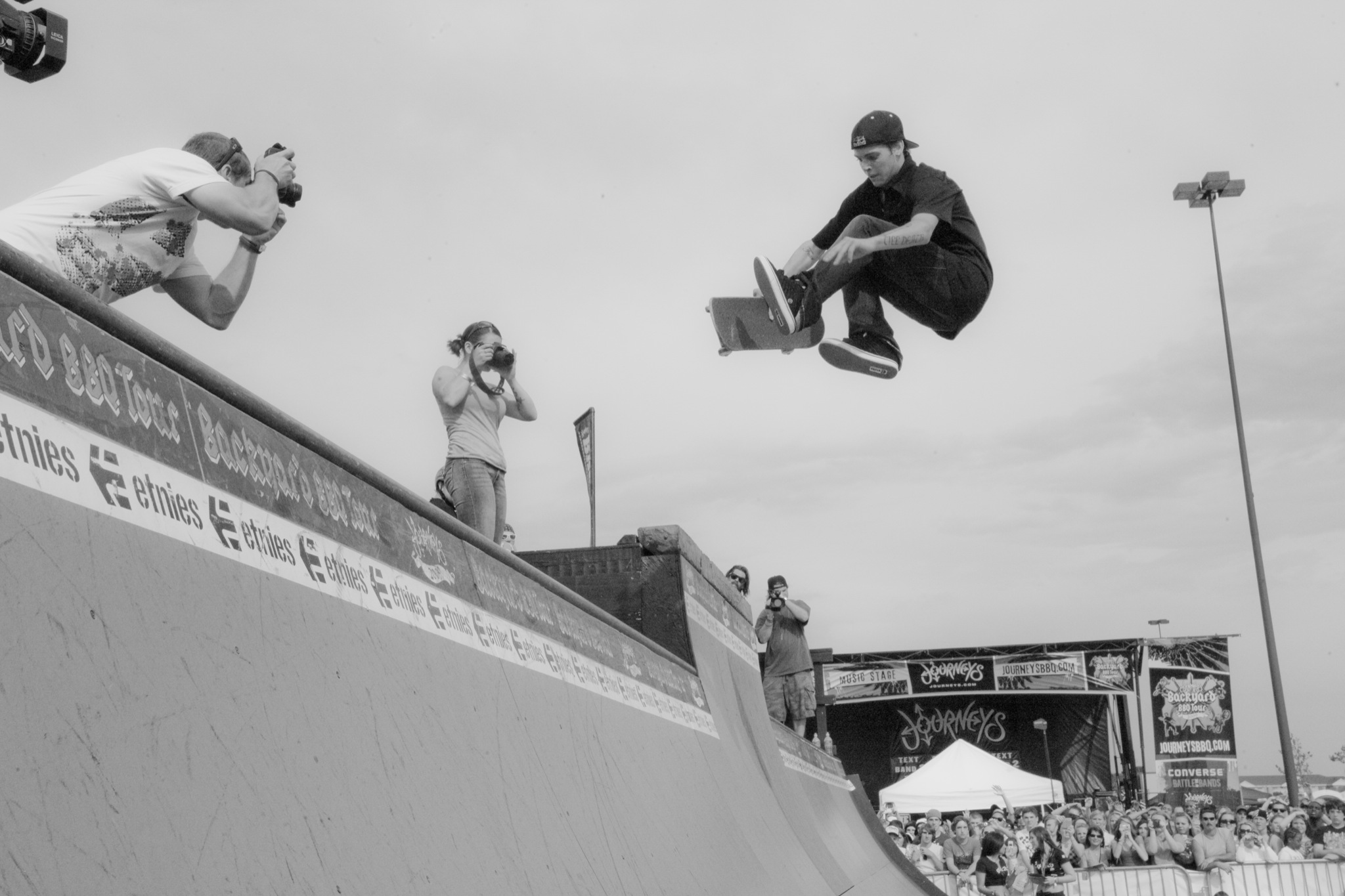
Sheckler in 2009, tijdens de skateboard-
wedstrijd Journey's Backyard BBQ.

Ryan Allen Sheckler (San Clemente (Californië), 30 december 1989) is een Amerikaans professioneel skateboarder. Zijn leven staat centraal in de realitysoap Life of Ryan, die van 2007 tot 2009 bij MTV liep en nog herhaaldelijk wordt uitgezonden. Daarnaast speelt hij sinds 2001 af en toe kleine filmrollen.

## Biografie

### Familie en kinderjaren
Sheckler is de zoon van Randy en Gretchen Sheckler. Toen Ryan Sheckler achttien maanden oud was, speelde hij al met het skateboard van zijn vader. Op vierjarige leeftijd kreeg hij zijn eerste eigen skateboard als kerstcadeau. Zijn vader, een werktuigkundige, bouwde een skatepark in hun achtertuin. Zijn moeder behaalde een diploma in financiën aan de universiteit Cal State-Fullerton en is werkzaam als zijn manager sinds hij op zevenjarige leeftijd voor het eerst aan wedstrijden deelnam. Sheckler heeft twee jongere broers, Shane en Kane, die beiden actief zijn in het motorcrossen. Hij ging naar de San Clemente High School en schreef zich in september 2008 in op de Futures High School in Mission Viejo, waardoor hij het skateboarden kon combineren met het volgen van onderwijs.

### Loopbaan
In 2003 nam Sheckler voor het eerst als professioneel skateboarder deel aan wedstrijden. Hij won zijn eerste wedstrijd, de Slam City Jam, gevolgd door de Gravity Games en als dertienjarige was hij met een gouden medaille de jongste winnaar van de X Games.
In 2005 werd hij uitgeroepen tot de Action Sports Tour Sporter van het Jaar en de Street Champion van de World Cup of Skateboarding. Een jaar later werd hij zowel Skateboarder als Sportman van het Jaar bij de Arby's Action Sports Awards en bij de 2006 Action Sports Tour (AST). In 2007 won hij voor de derde keer op rij het AST-kampioenschap.
In 2008 richtte hij de liefdadigheidsorganisatie Sheckler Foundation op en won hij wederom de X Games.
Hij kon een tijdlang niet meer aan wedstrijden meedoen, doordat hij in augustus 2009 een enkelblessure opliep bij de X Games van dat jaar. Een jaar later won hij bij de X Games van 2010 voor de derde maal goud.

### Life of Ryan
Life of Ryan is een tv-show die op MTV liep van 2007 tot 2009. In deze show werd Shecklers leven getoond.

## Filmografie
- MVP 2: Most Vertical Primate (2001)
- Grind (2003)
- Our Life (2006)
- Dish Dogz (2006)
- Street Dreams (2009)
- Tooth Fairy (2010)

## Real life shows
- Life of Ryan (2007-2009)
- Sheckler Sessions (2012-heden)